# Fidonet
FidoNet – amatorska sieć komputerowa łącząca BBS-y na całym świecie. Sieć ta oparta jest na zwykłych liniach telefonicznych i modemach. Należące do niej BBS-y działają zupełnie niezależnie, a sieć służy głównie do wymiany wiadomości między nimi.
```

                    __
                   /  \
                  /|oo \
                 (_|  /_)
                  _`@/_ \    _
                 |     | \   \\
                 | (*) |  \   ))
    ______       |__U__| /  \//
   / FIDO \       _//|| _\   /
  (________)     (_/(_|(____/
 (c) John Madil

```

## Organizacja sieci
Fidonet nie posiada stale połączonych serwerów, a przekaz wiadomości odbywa się w sesjach poprzez połączenia między wybranymi BBS-ami tworzącymi węzły sieci. Przez długi czas sesje nawiązywane były przez łącza telefoniczne za pomocą modemów. 
Wysokie koszty międzymiastowych i międzynarodowych połączeń telefonicznych w istotny sposób wpłynęły na organizację Fidonetu. Sieć ma strukturę hierarchiczną, opartą przede wszystkim na geograficznym położeniu węzłów, co miało zmniejszać koszty przesyłania danych.
Sesje wymiany wiadomości między odległymi węzłami odbywały się niezbyt często i głównie w godzinach nocnych, kiedy obowiązywała tańsza taryfa. Wskutek tego przesłanie listu nawet przez prawidłowo funkcjonującą sieć mogło trwać kilka dni. W przypadku awarii nie istnieją automatyczne mechanizmy zmiany konfiguracji sieci (rerouting), konieczne są ingerencje operatorów węzłów. W ramach upowszechniania się Internetu, większość telefonicznej komunikacji między węzłami została zastąpiona łącznością internetową. Znacznie przyspieszyło to czasy przesyłania wiadomości przez sieć oraz zmniejszyło koszty, zwłaszcza dla połączeń międzynarodowych i międzykontynentalnych.
Wśród osób pełniących funkcje zarządzające można wymienić:
- IC – koordynator całej sieci
- ZC – koordynator strefy (dla strefy 2 jest to obecnie Ward Dossche)
- ZEC – koordynator echomail w strefie
- RC – koordynator regionu (dla regionu 48 był to Przemysław Kwiatkowski)
- REC – koordynator echomail w regionie
- NC – koordynator sieci
- NEC – koordynator echomail w sieci

W strukturze sieci wyodrębnia się następujące jednostki organizacyjne:
- Strefa – kontynent (1 – Ameryka Północna, 2 – Europa, 3 – Australia, 4 – Ameryka Łacińska, 5 – Afryka, 6 – Azja),
- Region – kraj lub stan (np. 48 – Polska),
- Sieć – obejmuje określony fragment regionu (np. 480 – centralna Polska),
- Hub – lokalny system zrzeszający większą ilość węzłów,
- Węzeł – najmniejszy pełnoprawny członek Fidonet, najczęściej osoba prywatna lub BBS,
- Punkt – użytkownik Fidonet, który nie jest członkiem sieci; wymienia dane za pośrednictwem swojego „macierzystego” węzła, który też odpowiada za jego działania.

Przykładowy adres węzła Fidonet wygląda następująco: 2:480/124, czyli:
- Strefa 2 – Europa
- Region 48 – Polska (nie jest podawany w adresie węzła, ponieważ wynika z numeru sieci)
- Sieć 480 – centralna Polska
- Węzeł 124

Adres punktu powstaje przez dodanie kropki i numeru po adresie węzła, np. 2:480/124.5
Sieć udostępnia następujące usługi:
- Netmail – funkcjonalny odpowiednik poczty elektronicznej;
- Echomail – funkcjonalny odpowiednik list dyskusyjnych, zwanych tu konferencjami;
- Fileecho – dystrybucja plików.

## Historia sieci
Sieć FidoNet powstała w 1982 roku w USA i była w zasadzie pierwszą na świecie rozległą siecią komputerową, z rozproszonym zarządzaniem i dostępną dla każdego właściciela komputera. Swoją nazwę wzięła od imienia jamnika twórcy sieci – Toma Jenningsa. W szczytowym okresie swojego rozwoju (ok. roku 1995) FidoNet łączył ponad 30000 BBS-ów, co oznacza co najmniej dwa-trzy razy tyle pojedynczych użytkowników. Obecnie liczba ta nieustannie maleje (ok. 10000 węzłów w 2003 roku, ok. 1300 w 2020 roku), a cała sieć na skutek powszechnego dostępu do Internetu, powoli zanika. Pozostające węzły są w większości utrzymywane z sentymentu i jako historyczna ciekawostka.

### Polonijny FidoNet w Stanach Zjednoczonych
Początki FidoNetu w Stanach Zjednoczonych w j. polskim zaczęły się pod koniec 1987 roku. 26 października 1987 roku, Marek Majewski, The PainFrame BBS (FidoNet 1:261/1004), założył lokalnie konferencje POLISH echo.
W 1990 roku dołączyli do niego, tworząc POLISH echo jako oficjalną konferencję w FidoNet:
- Greg (Grzegorz) Kochaniak – Protool BBS (FidoNet 1:129/128)
- Ryszard Śliwiński -The R&R Opus CBCS (FidoNet 1:101/660)
- Janusz Zdanowicz – The Polish BBS (FidoNet 1:261/1092)
- Vladek (Władysław) Komorek – The Polish Home BBS (FidoNet 1:101/316)

20 grudnia 1990 roku, Greg Kochaniak zakończył instalowanie bramki UFGATE, pozwalającej wymianę korespondencji pomiędzy POLISH a grupą Usenet, soc.culture.polish.
Spis polskich BBS-ów tworzył Zbigniew Tyrlik (Freenet. Edu).
Po nawiązaniu kontaktu z Janem Stożkiem z Polski, rozszerzono POLISH echo na Polskę.

### FidoNet w Polsce[4]
Historia polskiego regionu FidoNet sięga roku 1986, kiedy to dwaj współpracownicy miesięcznika „Komputer”, Tomasz Zieliński i Tadeusz Wilczek, zostali zaproszeni przez działające w tym czasie Stowarzyszenie ABAKUS do wygłoszenia prelekcji na organizowanej przez ABAKUS Wystawie Sprzętu Mikrokomputerowego w warszawskim Muzeum Techniki. Po raz pierwszy w Polsce zaprezentowali oni zgromadzonej publiczności połączenie z BBS-em. Ich znajomość niespotykanej wtedy w Polsce dziedziny zastosowań komputerów osobistych była owocem kontaktów, jakie utrzymywali z Polakiem będącym członkiem władz holenderskiego Hobby Computer Club - prężnej organizacji gromadzącej amatorów spędzania czasu przy klawiaturze komputera. Jedną z dziedzin, którą się wtedy Hobby Computer Cluby zajmowały, było uczestnictwo w nowo powstałej amatorskiej sieci wymiany informacji - FidoNet. 
BBS, z którym połączyli się Wilczek i Zieliński był pierwszym działającym w Polsce systemem tego typu. Znajdował się w firmie należącej do Tadeusza Wilczka i wykorzystywał oprogramowanie otrzymane od członka władz Hobby Computer Clubu oraz modem o zawrotnej na tamte czasy prędkości 1200 bps. BBS nazywał się po prostu „Fido”. Choć konfiguracja BBS-u nie zawierała części odpowiedzialnej za obsługę poczty Fido, dzięki kontaktom z Hobby Computer Clubem Wilczek z Zielińskim uzyskali nawet wpis do listy adresowej FidoNet jako polski region tej sieci. 
BBS działał tylko kilkanaście godzin tygodniowo (od poniedziałkowego popołudnia do wtorku rano), ale też jego obciążenie nie było zbyt duże - osób posiadających wtedy w Polsce modem nie było wiele. Być może dlatego, kiedy jakiś czas po pokazie w Muzeum Techniki BBS został przeniesiony do redakcji „Komputera”, a jego Sysopem został Tomasz Zieliński, sposób działania początkowo pozostał niezmieniony. „Fido” BBS przeszedł na pracę codzienną dopiero w okresie między wrześniem 1986 a styczniem 1987 roku. 
Jeszcze zanim to nastąpiło, we wrześniu 1986 roku ruszył w Gdańsku BBS prowadzony przez Jacka Szelożyńskiego i jego kolegów z firmy „Kontakt” - pierwszy w Polsce system działający regularnie przez cały tydzień. W pierwszych miesiącach 1987 roku Sysopem znajdującego się w redakcji „Komputera” BBS-u został Jan Stożek. Do grona polskich BBS-ów jako trzeci dołączył BBS znajdujący się w gdyńskiej firmie „Samba”.
Wiosną 1987 roku Jacek Szelożyński nawiązał kontakt z Arjenem Lentzem - wówczas nastolatkiem z Amersfoort w Holandii, który prowadził własny BBS, posiadający status węzła sieci FidoNet. Otrzymał od niego oprogramowanie potrzebne do uczestniczenia w wymianie poczty i uzyskał u niego adres punktowy. Od niego z kolei potrzebne programy otrzymał Jan Stożek; wkrótce też obaj zaczęli zabiegać o uzyskanie statusu węzłów FidoNet i utworzenie polskiego regionu tej sieci, tym razem już w zgodzie z wszelkimi wymogami. Równocześnie z nimi o status węzła FidoNet ubiegali się dwaj następni Sysopi, Janusz Buchała z Krakowa i Andrzej Bursztyński z Warszawy. 

Polski region FidoNet, w którym wszyscy oni uzyskali status węzłów, został utworzony jesienią 1987 r. Pierwszy zgodny z wymogami FidoNet polski segment listy adresowej FidoNet zawierał więc cztery adresy: 

- Jacek Szelożyński, Gdańsk, WildCat BBS, stojący w firmie Kontakt (FidoNet 2:480/1)
- Jan Stożek, Warszawa, Komputer BBS, stojący w redakcji miesięcznika Komputer (FidoNet 2:480/2)
- Janusz Buchała, Kraków, Drill BBS  (FidoNet 2:480/3)
- Andrzej Bursztyński, MONTH BBS, Warszawa (FidoNet 2:480/4)

Pierwszym koordynatorem regionu (RC) i zarazem sieci (NC) został Jan Stożek, który prowadził polską sieć do początku lat 90., a polski region - do 1994 r., kolejnymi koordynatorami polskiego regionu FidoNet po Janie Stożku byli: Tomasza Kępiński (1994-1995), Jacek Przybyło (1995-1996), Waldek Kubicki (1997-1999), Rafal Wiosna (1999-2000), Wojciech Ścigała (2000-2002), Przemysław Kwiatkowski (2002-2014) oraz Lukasz Jachowicz (2017-2023)
W roku 1992, wraz ze wzrostem liczby węzłów, wydzielono sieci regionalne - North Net o numerze 2:481, którego koordynatorami byli Mariusz Boroński (1992-1995), Waldek Kubicki (1995-1997), Tomasz Efner (1997-1999) oraz Tomasz Lam (1999-2013). W roku 1993 wydzielony został region południowy (najpierw nazwany SouthNet a potem Galicja Net) (2:486) którego koordynatorami byli odpowiednio: Maciej Piotrowski, Marek Sobol, Marcin Bochenek i Pawel Aksamit. W roku 1994 powstał Silesia Net (2:484) pod przewodnictwem kolejno: Jacka Przybyło, Piotra Rutkowskiego, Romana Mandziejewicza oraz Łukasza Jachowicza. Ostatnim netem, który powstał w czasach rozkwitu Polskiego FidoNetu w roku 1995 był West Net (2:482) w którym funkcje koordynatorów pełnili odpowiednio: Sebastian Dratwa, Andrzej Łukaszewski oraz Marcin Trzaska. 
Największy rozkwit FidoNetu w Polsce datuje się na lata 1995–1996, kiedy to sieć miała ponad 300 węzłów i kilka tysięcy użytkowników. Dzięki prostocie i niskich kosztach budowy i działania, technologia FidoNetu była w Polsce w latach 90. stosowana do uruchamiania pierwszych dedykowanych sieci rozległych. Jednym z przykładów była transmisja szpitalnych statystyk medycznych w województwie katowickim. Liczba węzłów działających w Polsce w 2003 r. była mniejsza niż 100.
Pod koniec listopada 2014 r. zrezygnował ze stanowiska Przemysław Kwiatkowski, który przez wiele ostatnich lat podtrzymywał działanie FidoNetu w Polsce, będąc koordynatorem regionu (RC) i prowadząc węzeł 2:480/127. W porozumieniu z Romanem Mandziejewiczem (2:484/8), jednym z pierwszych i do końca aktywnych użytkowników FidoNetu, podjęto decyzję o likwidacji regionu, który funkcjonował praktycznie dla kilku osób. Dnia 31 grudnia 2014 r. o godzinie 23:59 (w praktyce kilka godzin po północy) nastąpiło wyłączenie ostatnich hostów i region 48 formalnie zakończył istnienie. Polski region FidoNet nie istniał do roku 2017 kiedy to został reaktywowany przez Łukasza Jachowicza i działał do 2023 roku.
Ciekawostką jest, że od 1988 r. do polskiego regionu należał BBS w Moskwie, Kremlin FIDO BBS, założony w mieszkaniu Rosjanina polskiego pochodzenia, Tadeusza Radiusza we współpracy z redakcją miesięcznika „Komputer”. Przejściowo było w nim także kilka pierwszych BBS-ów w Bułgarii, przed wydzieleniem odrębnego regionu bułgarskiego.

Węzły FidoNet

### FidoNet na świecie
Współcześnie FidoNet na całym świecie jest praktycznie wyparty przez Internet. Wyraźnie to widać na wykresie ilości węzłów przestrzeni lat. W Ameryce Północnej, gdzie FidoNet się narodził i święcił swoje pierwsze sukcesy popularności, obecnie prawie o FidoNet zapomniano.

## FidoNet a Internet
W miarę rozwoju Internetu zorganizowano bramki do przesyłania wiadomości przez Internet jako poczta elektroniczna oraz do sprzęgania konferencji z grupami dyskusyjnymi. Niektóre konferencje trafiły na ogólnodostępne serwery Usenetu, np. do hierarchii fido.*. Ze względu na zamknięty, prywatny charakter wielu konferencji użytkownicy Fidonetu uruchamiają też własne serwery NNTP z ograniczonym dostępem.
Od lat 2000 łączność telefoniczna była stopniowo wypierana na rzecz komunikacji przez Internet.